# Filip Singer
Filip Singer (* 1. července 1980, Praha) je současný český fotograf.

## Život a dílo
Volné dokumentární tvorbě se Filip Singer věnoval od roku 1999, kdy zaměřil svoji pozornost zejména na odlehlé oblasti Sibiře a bývalé sovětské republiky. Zajímalo ho prostředí a změny, jež se dotýkaly obyčejných lidí z bývalého SSSR. Od roku 2000 podnikl několik dlouhých cest do Ruska, centrální Asie a Číny. Ve fotografiích zachycoval zejména dopad činností člověka na životní prostředí a život lidí v nejvíce znečištěných místech světa.
Od roku 2002 se věnuje profesionálně novinářské fotografii. V současné době publikuje fotografie jak v Čechách, tak i v zahraničních médiích: Der Spiegel, Photo, Newsweek, The New York Times, Guardian, El Mundo, Le Figaro, Stern a další).
Od roku 2008 je fotografem mezinárodní agentury European Pressphoto Agency (EPA) pro oblast ČR a Slovenské republiky, od roku 2016 i Německa.
V minulosti spolupracoval s mezinárodní fotografickou skupinou SPUTNIK PHOTOS a byl členem vídeňské agentury Anzenberger.
V roce 2014 získal hlavní cenu v soutěži Czech Press Photo. Za rok 2022 byl oceněn německou fotografickou cenou Rückblende.

## Ocenění a výstavy
- Rückblende – německá fotografická cena za r. 2022: jedna z hlavních cen – nejlepší fotosérie
- Czech Press Photo 2018: 1. místo Portrét
- Czech Press Photo 2017: Cena ČTK
- Czech Press Photo 2016: 1. místo Aktualita
- Czech Press Photo 2016: 1. místo Sport
- Czech Press Photo 2015: 1. místo Příroda a životní prostředí
- Czech Press Photo 2015: Nikon Sport award
- Czech Press Photo 2014: Fotografie roku "Křišťálové oko"
- Czech Press Photo 2014: 1. místo Aktualita
- Czech Press Photo 2014: 2. místo Sport
- Czech Press Photo 2012: 1. místo Reportáž
- Štíty Viléma Heckela 2011: 2. místo Příroda a životní prostředí
- Czech Press Photo 2010: 2. místo Lidé, o nichž se mluví
- Czech Press Photo 2009: 1. místo Příroda a životní prostředí
- Czech Press Photo 2008: 2. místo Příroda a životní prostředí
- Czech Press Photo 2008: 2. místo Lidé, o nichž se mluví
- Czech Press Photo 2007: 2. místo Příroda a životní prostředí
- Czech Press Photo 2006: 3. místo Aktualita
- Czech Press Photo 2006: 2. místo Sport
- Czech Press Photo 2003: 2. místo Příroda a životní prostředí

Snímky jeho dokumentární tvorby jsou vystavovány jak v ČR, tak v zahraničí (Polsko, Belgie, Slovensko, Rakousko, Čína, Anglie).